# Іскристі суміші
Основа іскристих сумішей — це термічні суміші, що розвивають при горінні температуру, при якій основне випромінювання дає газова фаза речовини. Ця ж температура розжарює частинки іскроутворювачів, а потік газу викидає їх із зони горіння.
Термічна суміш складається з окислювача і пального. Окислювачем найчастіше служать нітрат калію, перхлорат калію і амонію, пальним — деревне вугілля. Іскроутворювачами виступають порошки вугілля, заліза, чавуну, сталі, магнію, алюмінію, тітану, міді та деяких сплавів (Al-Mg, Fe-Ti). В деяких сумішах, наприклад, KClO4/Al, порошок металу виступає одночасно і пальними і іскроутворювачем. В суміші деяких іскристих вогнів можуть вводитись речовини, що забарвлюють полум'я у характерний колір.
Горіння іскристих сумішей зазвичай супроводжується викидом розжарених твердих частинок (Flitter ефект), а іноді — й рідких краплинок, горіння останніх закінчується спалахом (Glitter ефект). Піроелементи, виготовлені з таких сумішей, дають густу ікристу або пульсуючу іскристу трасу відповідно.
Іскристі суміші можна умовно поділити на чотири групи:
- іскристі реактивні суміші,
- суміші іскристих бенгальських свічок,
- суміші для фонтанів і висотних піроелементів (іскристо-форсові).

Деякі іскристі реактивні суміші можуть бути використані для виготовлення фонтанів. У кожному випадку до сумішей ставлять певні вимоги, розробляють нові рецепти з заданими властивостями.
Реактивними називаються такі суміші, які при горінні дають велику кількість газів, що здатні здійснювати роботу. Використовуються вони для спорядження рухомих піротехнічних виробів: ракет, китайських коліс тощо До реактивних сумішей ставлять такі вимоги: по-перше, горіння їх повинне проходити з визначеною швидкістю; по-друге, в результаті горіння повинна утворюватися достатня кількість нагрітих газів; по-третє, в результаті горіння повинна залишатися найменша кількість трухлявого шлаку, що легко викидатиметься з гільзи силою утворених газів.
Приклади сумішей: 
1. Порохова м'якоть — 100 ч., Вугілля (пудра) −13 ч., Вугілля (порошок) — К*Д ч.,
2. Порохова м'якоть — 100 ч., Вугілля (пудра) — 13 ч., Металічні порошки — 2*К*Д ч.,
3. Порохова м'якоть — 100 ч., Вугілля (пудра) — 13 ч., Вугілля (порошок) — 0.5*К*Д ч., Металічні порошки — К*Д ч.

де К — коефіцієнт, який залежить від виду піротехніного виробу: для форсів «змійок» К = 0,4; для китайських коліс, фонтанів, «вогняних птахів», «бджіл» К = 0,3; для ракет К = 0,2). Д — діаметр виробу, мм.
Іскристо-форсові суміші використовуються для виготовлення феєрверочних виробів наземної дії: циліндричних і конічних фонтанів, з сопловим отвором або без нього, іскристих свічок тощо. Основою таких сумішей служить порохова м'якоть або порохоподібні суміші. Вводячи в основну суміш порошки вугілля, ошурки заліза, чавуну, сталі різних розмірів, одержують жовті іскри з різними відтінками і тривалістю світіння. Порошки алюмінію, магнію, тітану дають яскраво-білі, а сплав міді з цинком — зеленуваті іскри. Склад: окислювач (нітрат калію або/й барію, або/й перхлорат калію) — 50-65%, неорганічне пальне (сірка, вугілля) — 10-15%, іскроутворювач (порошки металів та їх сплавів) — 30-50%, цементатор — 0-10%. Ці суміші можуть служити і для виготовлення висотних піроелементів та бенгальських вогнів.